# المحطة (كحلان عفار)

تعديل مصدري - تعديل

المحطة هي إحدى قرى عزلة كحلان بمديرية كحلان عفار التابعة لمحافظة حجة، بلغ تعداد سكانها 362 نسمة حسب تعداد اليمن لعام 2004.